# Гачаг Наби
Гачаг Наби (азерб. Qaçaq Nəbi; 1854, Ашагы Моллу, Елизаветпольская губерния — 12 марта 1896, Ларин, Азербайджан, Персия) — азербайджанский народный герой, гачаг, боровшийся против засилья власти имущих и царских чиновников и помогавший беднякам.

## Биография
Наби родился в 1854 году в бедной семье в селе Ашагы Моллу Зангезурского уезда Елизаветпольской губернии (ныне в Губатлинском районе Азербайджана). Его отца звали Алы, а мать его скончалась рано. Позже умер и отец, Наби должен был содержать младшего брата Мехди, сестру Зейнаб и сына своего покойного брата Мамиша. В 15 лет он начал работать слугой у разных людей в своём селе и в Шуше. Он работал в течение 10 лет и когда перестал, ему было больше 25 лет. Позже Наби женился на дочери муллы Ханалы по имени Хаджар, которая позже с ним вела деятельность гачага. Ещё до того как Наби стал гачагом, его дважды арестовывали. Однажды его обвинили в убийстве в Нахичеване и был посажён за решетку, но сумел сбежать. Через некоторое время, как он вернулся в своё село, он снова был обвинён в убийстве и арестован.